# Ippa lepras
Ippa lepras är en fjärilsart som beskrevs av Edward Meyrick 1917. Ippa lepras ingår i släktet Ippa och familjen äkta malar. Inga underarter finns listade i Catalogue of Life.